# Canon (architecture)
Pour les articles homonymes, voir Canon.
« Le canon est en Europe une règle directrice appliquée dans un art, dans une discipline intellectuelle… une norme de proportionnalité (appliquée à la figure et au corps de l'homme… et étendue à l'architecture) sur la base des principes. Chez les anciens rhétoriciens, il s'agissait d'une liste, un catalogue des auteurs considérés comme modèles du genre dans une matière de l'esthétique ».

## Étymologie
Le mot canon vient du grec ancien κανών (kanôn), lui-même d'origine sémitique : hébreu qaneh (roseau, mesure, canne), akkadien quanu, ougaritique qn, le punique qn') et peut-être même sumérien gin.

## Architecture
Il désigne un roseau ou un instrument de mesure fait d'un roseau comme la règle du charpentier.
Un canon est considéré comme un ensemble des règles ou des modèles lié au monde des arts et de l'architecture. La canonisation est la systématisation de cet ensemble de modèles.
Dans le monde grec puis romain (époque Claudienne), seule la figure de l'homme, la femme d'état représenté(e) est ressemblante au physique[Quoi ?]. Le corps et la toge avec ses plis sont de formes codifiées et pas du tout représentatives de la personne. Ces statues sont disposées dans les édifices officiels monumentaux.
La matérialisation du canon est constituée par les ordres architecturaux. L'histoire des traités canoniques montre cette logique de beauté canonique par des dessins avec des modèles structurels de composition, dans le dessein de donner la perception artistique idéale, la vue[Quoi ?].
L'« homme vitruvien » de Léonard de Vinci, par exemple, peut être considéré comme un canon des proportions classiques de l'être humain.
Philosophiquement, il devient la règle de conduite, la norme, le modèle à tenir pour l'architecte qui structure son œuvre.